# Volker Bruch
Volker Bruch (Múnich, 9 de marzo de 1980) es un actor alemán, conocido por haber interpretado a Wilhelm Winter en la miniserie Hijos del Tercer Reich (titulada en alemán: "Unsere Mütter, unsere Väter") y también por su papel del inspector de policía, Gereon Rath, en la serie Babylon Berlin.

## Biografía
Volker tiene cinco hermanos. Estudio el bachillerato en Múnich; en el 2001 comenzó a estudiar su magíster de artes escénicas en el Seminario Max Reinhardt de Viena, en donde se graduó en el 2004.
Desde el 2009 vive en pareja con la actriz austríaco-suiza Miriam Stein.

## Carrera
Participó en El círculo de tiza caucasiano, de Bertolt Brecht y en la puesta en escena de Liebe mich irgendwie! Nein, lieber doch nicht!. 
Mientras estudiaba, en el año 2002 tuvo pequeños papeles en las series Kommissar Rex y Vater wider Willen. 
En el 2004 apareció como invitado por primera vez en la serie Tatort donde interpretó a Klaus Zadera en el episodio "Tod unter der Orgel", un año después en el 2005 apareció nuevamente ahora como Volker Bensch en "Leiden wie ein Tier", en el 2008 hizo otra aparición en la serie interpretando a otro personaje Oliver Bendler en el episodio "Unbestechlich" y finalmente su última aparición en la serie fue en el 2013 donde dio vida a Lars Quinn "Tony" durante el episodio "Der Eskimo". 
En el año 2005 actuó junto con Katja Riemann en la película Das wahre Leben, papel por el que fue nominado al Premio Adolf Grimme en el año 2007.
Ese mismo año también fue nominado para el Deutschen Fernsehpreis por sus papeles en Nichts ist vergessen y Rose.
En el 2013 se unió al elenco principal de la miniserie Hijos del Tercer Reich donde dio vida al soldado Wilhelm Winter.

## Filmografía

### Películas
- 2003: Raus ins Leben
- 2004: Baal
- 2004: Tatort: Tod unter der Orgel
- 2005: Tatort
- 2005: Rose
- 2005: Hengstparade
- 2006: Das wahre Leben
- 2006: Der Untergang der Pamir
- 2006: Die Unbeugsamen
- 2007: Beste Zeit
- 2007: Nichts ist vergessen
- 2008: Female Agents – Geheimkommando Phoenix
- 2008: Beste Gegend
- 2008: Der Rote Baron
- 2008: Der Baader Meinhof Komplex
- 2008: Der Vorleser
- 2008: Little Paris
- 2008: Einer bleibt sitzen
- 2008: Machen wir’s auf Finnisch
- 2008: Tatort: Unbestechlich
- 2009: Tannöd
- 2011: Treasure Guards
- 2010: Nanga Parbat
- 2010: Goethe!
- 2011: Westwind
- 2013: München Mord
- 2014: Hin und weg

### Series de televisión
| Año  | Serie                                  | Personaje         | Notas                                   |
| ---- | -------------------------------------- | ----------------- | --------------------------------------- |
| 2017 | Babylon Berlin                         | Gereon Rath       | 16 episodios - miniserie                |
| 2014 | Die Pilgerin                           | Otfried Willinger | 2 episodios - miniserie                 |
| 2013 | Tatort                                 | Lars Quinn "Tony" | episodio "Der Eskimo"                   |
| 2013 | Hijos del Tercer Reich                 | Wilhelm Winter    | 3 episodios - miniserie                 |
| 2007 | Ein starkes Team                       | Tim König         | episodio "Stumme Wut "                  |
| 2007 | Der Staatsanwalt                       | Bastian Tressen   | episodio "Glückskinder"                 |
| 2005 | Unter weißen Segeln                    | Florian           | episodio " Abschiedsvorstellung"        |
| 2005 | SOKO Leipzig                           | Marco Hoss        | episodio "Die Polizistin"               |
| 2004 | Die Verbrechen des Professor Capellari | Bernd Geissler    | episodio "Ein Toter kehrt zurück"       |
| 2004 | Kommissar Rex                          | Max König         | episodio "Nina um Mitternacht"          |
| 2004 | SOKO Kitzbühel                         | Julian Schweiger  | episodio "Tödliches Dreieck"            |
| 2003 | SK Kölsch                              | Bert Wunderlich   | episodio "CSD"                          |
| 2002 | Vater wider Willen                     | Sammy             | episodio "Große Kinder - Kleine Kinder" |

## Premios y nominaciones
| Año  | Categoría                                                                                      | Premio                  | Serie/Película              | Resultado |
| ---- | ---------------------------------------------------------------------------------------------- | ----------------------- | --------------------------- | --------- |
| 2013 | Best German Actress (junto a Miriam Stein, Tom Schilling, Katharina Schüttler y Ludwig Trepte) | Special Award           | Generation War              | Ganaron   |
| 2013 | Best Actor (junto a Tom Schilling)                                                             | German Television Award | Generation War              | Nominados |
| 2008 | Best Young Supporting Actor - Film                                                             | Undine Award            | Der Baader Meinhof Komplex  | Nominado  |
| 2007 | Best Supporting Actor/Actress                                                                  | German Television Award | Nichts ist vergessen y Rose | Nominado  |